# Lumarnity
Lumarnity®とは日揮グローバル株式会社 が月面開発を推し進めるにあたり設定した、月面社会の将来像、月面スマートコミュニティの名称であり、Lunar Smart Community®から名付けられた。いずれも日揮グローバル株式会社 (日揮グループ) の保有する登録商標である。

## 概要
月は"極めて孤立した地"であり、地球からの物資は質・量ともに制約がある。そのような極地において、人類の安心で快適な長期滞在を実現するためには、月面社会全体におけるエネルギーの自給網と、限られた資源の再生・循環網の構築が重要となる。Lumarnity®はこれらを兼ね備えたスマートコミュニティとして、Lunar Sumart Community®より名づけられた。

## 月面における持続可能な居住基地
地球から月への物資補給は質・量ともに制約がある。そのような極地で人類が長期滞在するには、食料自給と資源再生による「持続可能な居住基地」が必須となる。この居住基地では、人の排泄物・野菜の根・排水などを再生し、それらを養分として野菜や微細藻類の栽培、魚の養殖などを実施。同時に、野菜や微細藻類によって、人が吐き出した二酸化炭素を酸素に再生する。究極的には、全ての資源を循環させ、永遠に無補給で運用することが理想となる。
なおマクロな視点で考えた場合、地球も宇宙の中で孤立した非常に高度な資源循環型システム(生物地球化学的循環を参照)である。その地球ですら、全ての資源を循環再生することはできず、人類活動によって、温暖化や資源枯渇が進んでいる。完全な資源循環は宇宙と地球の両方で求められている技術である。

## 月面におけるスマートコミュニティの定義
地球におけるスマートコミュニティは一般的に「主に再生可能エネルギーを利用して家庭や職場などで必要なエネルギーを自給自足したうえで、余剰エネルギーを地域内で融通し、エネルギーを有効活用する地域共同体」とされている。一方で月面においてはエネルギーに限らず、酸素や食料はもちろんのこと、二酸化炭素や排泄物も貴重な資源となる。この点を踏まえたうえで、同社は、月面スマートコミュニティを「電力・水素・酸素・二酸化炭素・食料・排泄物などの資源を自給自足・再生し、互いに融通し合うことで資源を有効活用する共同体」と定義している。
前述の「持続可能な居住基地」は、単独での資源循環が可能であるが、トラブルが発生した際は他の設備に助けて貰う必要がある。また食料や酸素が余った場合は、他の設備に引き取って貰うことで、無駄を削ることもできる。地球からの迅速な物資支援が難しい月面においては、地球以上に資源の循環・共有・最適化が必要になる。これが、同社の考える月面スマートコミュニティであり、サステナブルな月面世界の一例である。